# سیارک ۳۶۱۷
سیارک ۳۶۱۷ (به انگلیسی: 3617 Eicher، نامگذاری:1984LJ) سه هزار و ششصد و هفدهمین سیارک کشف شده‌است که در ۲ ژوئن ۱۹۸۴ کشف شد.
قدر مطلق سیارک برابر ۱۲٫۰۰ است.